# 黑鰭海鯰
黑鰭海鯰為輻鰭魚綱鯰形目海鯰科的其中一種，分布亞洲印度海域，體長可達30公分，棲息在沿海、河口區，底棲性魚類，屬肉食性，以無脊椎動物為食，可做為食用魚。

## 擴展閱讀
維基物種上的相關：黑鰭海鯰